# Ontwikkelingskabinet I
Het Ontwikkelingskabinet I (Indonesisch: Kabinet Pembangunan I) was een Indonesisch kabinet dat regeerde in de jaren 1968-1973. Het was het eerste kabinet nadat luitenant-generaal Soeharto officieel tot president was benoemd, nadat hij het jaar ervoor al de kabinetten Ampera I en II had geleid als waarnemend president. Het Ontwikkelingskabinet I werd het eerste van zeven 'ontwikkelingskabinetten' van Soeharto in zijn periode van Nieuwe Orde, die zou duren tot 1998.

## Formatie
Na de Supersemar van 1966 had luitenant-generaal Soeharto praktisch de macht overgenomen van president Soekarno. Op 12 maart 1967 was Soekarno afgezet als president op basis van besluit XXXIII van het jaar 1967 van het Tijdelijke Raadgevend Volkscongres (MPRS). In hetzelfde besluit was vastgelegd dat luitenant-generaal Soeharto waarnemend president zou zijn totdat er een president gekozen kon worden door een via verkiezingen gekozen Raadgevend Volkscongres (MPR). Als waarnemend president leidde Soeharto de kabinetten Ampera I en II.
Ondanks dat er nog geen verkiezingen waren georganiseerd, werd Soeharto op 27 maart 1968 als definitief president aangewezen door de MPRS. Op dezelfde dag gaf de MPRS hem via besluit XLI de opdracht om uiterlijk op 5 juli 1968 een 'ontwikkelingskabinet' samen te stellen.

## Kabinetsprogramma
Het kabinetsprogramma was ook in besluit XLI van 1968 vastgelegd door de MPRS. Het kabinetsprogramma luidde: "Het voortzetten van de taken van het Kabinet-Ampera II met de volgende onderdelen:"
1. Het zorg dragen voor stabilisering van de politiek en economie als absolute voorwaarde voor de succesvolle uitvoering van het vijfjarig ontwikkelingsplan (Pembangunan Lima Tahun of "PeLiTa")[4] en het organiseren van verkiezingen.
2. Ontwikkeling en implementatie van het vijfjarig ontwikkelingsplan.[4]
3. Uitvoeren van verkiezingen in lijn met besluit XLII van 1968 van de MPRS (dat wil zeggen uiterlijk 5 juli 1971).[5]
4. Herstel van openbare orde en veiligheid door de overblijfselen van de Kudeta-legers en Communistische Partij van Indonesië uit te roeien en daarmee eventuele ondermijning en verraad van de Pancasila en de Grondwet van 1945 te voorkomen.
5. Voortzetting van de verbetering en opschoning van het ambtenarenapparaat op alle niveaus.

## Verkiezingen
Zoals in het kabinetsprogramma vastgelegd zouden er uiterlijk op 5 juli 1971 verkiezingen moeten worden gehouden. Uiteindelijk vonden de parlementsverkiezingen van 1971 op 3 juli 1971 plaats. President Soeharto was, met zijn achtergrond als militair, niet bij een politieke partij betrokken. Hij realiseerde zich echter dat een nieuwe gekozen Volksvertegenwoordigingsraad zijn positie als president, en eventuele herverkiezing, kon beschadigen. Hij moest zich daarom aansluiten bij een politieke partij om zelf aan de verkiezingen te kunnen deelnemen. Hij dacht in eerste instantie aan de Indonesische Nationale Partij, maar koos uiteindelijk voor Golkar, een samenwerkingsverband van 'functionele groepen' inclusief vakbonden, beroepsorganisaties en andere belangengroepen opgericht in de periode van geleide democratie.
Golkar nam deel aan de verkiezingen van 1971, en geholpen door het sterke beginnende presidentschap van Soeharto en de manipulatie van of het verbod op sterke oppositiepartijen werd een ruime meerderheid van de stemmen behaald: 62,8%. Volgend op de verkiezingen nam Soeharto meer en meer de controle over Golkar, en de partij zou alle verkiezingen in de periode van Nieuwe Orde ruim winnen. Er was in die periode praktisch een eenpartijstelsel.

## Samenstelling

### President
| President | President |
| --------- | --------- |
| Soeharto  |           |

### Coördinerend ministers
| Nr. | Ministerspost                                               | Minister | Minister            | Partij |
| --- | ----------------------------------------------------------- | -------- | ------------------- | ------ |
| 1   | Coördinerend Minister voor Economie, Financiën en Industrie |          | Hamengkoeboewono IX |        |
| 2   | Coördinerend Minister voor Volkswelvaart                    |          | Idham Chalid        | NU     |

### Ministers
| Nr. | Ministerspost                                                                               | Minister                                 | Minister                                                  | Partij   |
| --- | ------------------------------------------------------------------------------------------- | ---------------------------------------- | --------------------------------------------------------- | -------- |
| 3   | Minister van Binnenlandse Zaken                                                             |                                          | Basuki Rahmat (overleden 8 januari 1969)                  |          |
| 3   | Minister van Binnenlandse Zaken                                                             | Amirmachmud vanaf 28 januari 1969)       |                                                           |          |
| 4   | Minister van Buitenlandse Zaken                                                             |                                          | Adam Malik                                                | Murba    |
| 5   | Minister van Defensie en Veiligheid (vanaf 9 september 1971: Commandant der Strijdkrachten) |                                          | Soeharto                                                  |          |
| 6   | Minister van Justitie                                                                       |                                          | Oemar Seno Adji                                           |          |
| 7   | Minister van Informatie                                                                     |                                          | Boediardjo                                                |          |
| 8   | Minister van Financiën                                                                      |                                          | Ali Wardhana                                              |          |
| 9   | Minister van Industrie en Handel                                                            |                                          | Soemitro Djojohadikoesoemo                                |          |
| 10  | Minister van Landbouw                                                                       |                                          | Thoyib Hadiwidjaja                                        |          |
| 11  | Minister van Industrie                                                                      |                                          | Muhammad Jusuf                                            |          |
| 12  | Minister van Mijnbouw                                                                       |                                          | Soemantri Brodjonegoro                                    |          |
| 13  | Minister van Openbare Werken en Elektriciteit                                               |                                          | Soetami                                                   |          |
| 14  | Minister van Transport                                                                      |                                          | Frans Seda                                                | PK       |
| 15  | Minister van Onderwijs en Cultuur                                                           |                                          | Mashuri Saleh                                             |          |
| 16  | Minister van Gezondheid                                                                     |                                          | G.A. Siwabessy                                            |          |
| 17  | Minister van Godsdienst                                                                     |                                          | Muhammad Dahlan (tot 11 september 1971)                   | NU       |
| 17  | Minister van Godsdienst                                                                     | Mukti Ali (vanaf 11 september 1971)      |                                                           |          |
| 18  | Minister van Arbeid                                                                         |                                          | Mursalin Daeng Mamangung (tot 11 september 1971)          |          |
| 18  | Minister van Arbeid                                                                         | Mohammad Sadli (vanaf 11 september 1971) |                                                           |          |
| 19  | Minister van Transmigratie en Coöperaties                                                   |                                          | M. Sarbini (tot 11 september 1971)                        |          |
| 19  | Minister van Transmigratie en Coöperaties                                                   | Subroto (vanaf 11 september 1971)        |                                                           |          |
| 20  | Minister van Sociale Zaken                                                                  |                                          | Albert Mangaratua Tambunan (overleden 12 december 1970)   | Parkindo |
| 20  | Minister van Sociale Zaken                                                                  |                                          | Idham Chalid (van 12 december 1970 tot 11 september 1971) | NU       |
| 20  | Minister van Sociale Zaken                                                                  |                                          | Mohammad Syafa'at Mintaredja (vanaf 11 september 1971)    | Parmusi  |

### Ministers van staat
| Nr. | Ministerspost                                                                                               | Minister                                     | Minister                                             | Partij  |
| --- | --- | -------------------------------------------- | ---------------------------------------------------- | ------- |
| 21  | Minister van Staat voor Toezicht op Ontwikkelingsoperaties                                                  |                                              | Sunawar Sukowati (vanaf 11 september 1971)           | PNI     |
| 22  | Minister van Staat voor Toezicht op Overheidsprojecten                                                      |                                              | Sunawar Sukowati (tot 11 september 1971)             | PNI     |
| 22  | Minister van Staat voor Toezicht op Overheidsprojecten                                                      | Widjojo Nitisastro (vanaf 11 september 1971) |                                                      |         |
| 23  | Minister van Staat voor Implementatie van Wetgeving                                                         |                                              | Mohammad Syafa'at Mintaredja (tot 11 september 1971) | Parmusi |
| 24  | Minister van Staat / Assistent voor Defensie en Veiligheid / Plaatsvervangend Commandant der Strijdkrachten |                                              | Maraden Panggabean (vanaf 11 september 1971)         | Golkar  |
| 25  | Minister van Staat voor Verbetering en Opschoning van het Ambtenarenapparaat                                |                                              | Harsono Tjokroaminoto (tot 11 september 1971)        |         |
| 25  | Minister van Staat voor Verbetering en Opschoning van het Ambtenarenapparaat                                | Emil Salim (vanaf 11 september 1971)         |                                                      |         |

### Beambten met de status van minister
| Nr. | Ministerspost                                        | Minister                           | Minister                                                            | Partij |
| --- | ---------------------------------------------------- | ---------------------------------- | ------------------------------------------------------------------- | ------ |
| 26  | Minister / Staatssecretaris                          |                                    | Alamsjah Ratoe Perwiranegara (van 9 februari 1968 tot 8 april 1972) |        |
| 26  | Minister / Staatssecretaris                          |                                    | Soedharmono (vanaf 8 april 1972)                                    | Golkar |
| 27  | Procureur-generaal                                   |                                    | Sugih Arto                                                          |        |
| 28  | Directeur van de Centrale Bank                       |                                    | Radius Prawiro                                                      |        |
| 29  | Bevelhebber Operationeel Commando Orde en Veiligheid |                                    | Maraden Panggabean (tot 11 september 1971)                          | Golkar |
| 29  | Bevelhebber Operationeel Commando Orde en Veiligheid | Soemitro (vanaf 11 september 1971) |                                                                     |        |